# المزيد (اختلال ضال)
«المزيد» (بالإسبانية: Más)‏ هي الحلقة الخامسة للموسم الثالث من مسلسل إيه إم سي التلفزيوني الدرامي اختلال ضال. كتبها مويرا والي-بيكت وأخرجها يوهان رينك، تم بثها على إيه إم سي في 18 أبريل 2010.

## وصلات خارجية
- «المزيد» على إيه إم سي (بالإنجليزية)
- «المزيد» على قاعدة بيانات الأفلام على الإنترنت (بالإنجليزية)